# Höghastighetskamera
Höghastighetskamera är en specialkamera där inspelning sker med många fler bilder per sekund än normalt. Den används för att dokumentera mycket snabba förlopp, till exempel hur en gevärskula tränger igenom ett föremål.

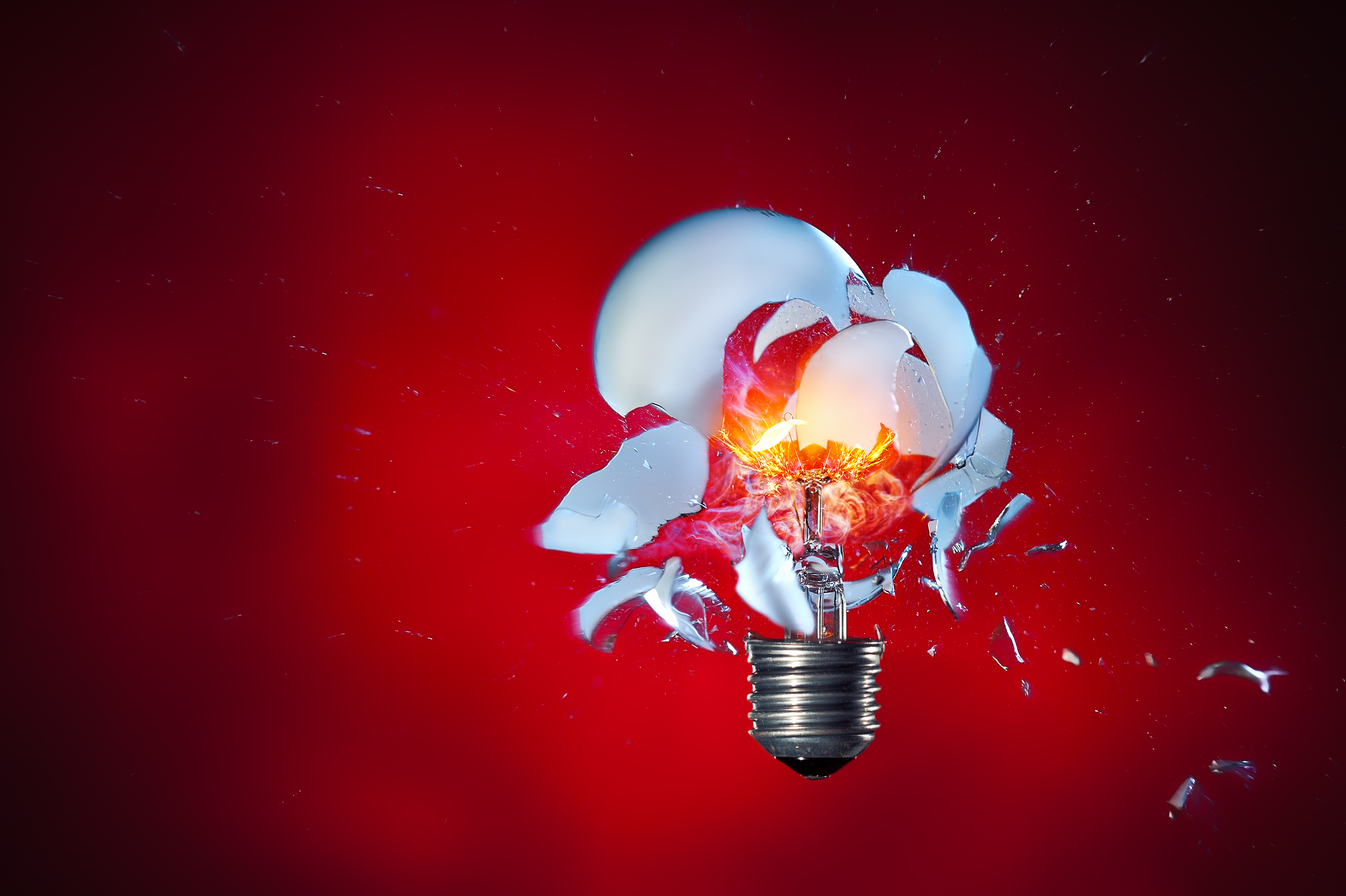
En exploderande glödlampa filmad i hög hastighet och stroboskopljus.

Förloppet kan sedan studeras i ultrarapid, dvs man fotograferar händelsen med hög bildfrekvens och spelar sedan upp den med lägre hastighet.
De speciella svårigheter som finns vid denna typ av fotografering är belysningen, exponeringen samt accelerations- och retardationsförloppet för filmen som vid fotograferingen (filmningen) med hög hastighet rör sig förbi bildplansrutan för att exponeras. Det snabba förloppet kräver kort exponeringstid och en film med hög ljuskänslighet. Belysningen kan utgöras av lampor eller blixtljus.
Om man använder en mörk fotostudio och vid fotograferingen använder ett stroboskop (dvs en blixt med upprepade mycket korta ljuspulser) behövs ofta inte någon särskild slutare, utan frammatningen av filmen kan ske kontinuerligt. Varje ljuspuls ger då en exponering på filmen.
Filmåtgången är stor och kameran startas innan det studerade förloppet har påbörjats. Filmen måste föras i slingor (som på en filmkamera) före och efter själva bildexponeringsrutan. Slingorna utjämnar skillnaden mellan filmens transporthastighet och de upprepade korta stoppen framför bildrutan som krävs för exponeringen. Utan slingor skulle filmen slitas av, eller åtminstone perforeringen skadas. Det finns också system som medger en kontinuerlig transport av filmen och där den projicerade bilden med hjälp av till exempel roterande slutare (glasprisma) kan fås att "följa med" filmen vid exponeringen, för att på så sätt minska oskärpan. Fotograferingen kan med sådana system ske med högre bildfrekvens.
På grund av det studerade förloppets korta varaktighet och eventuella svårigheter att synkronisera kameran med händelsen är filmåtgången mycket större än den del av filmen som dokumenterar själva händelsen.
Kameratypen ligger i gränszonen mellan kamera och filmkamera.

## Galleri

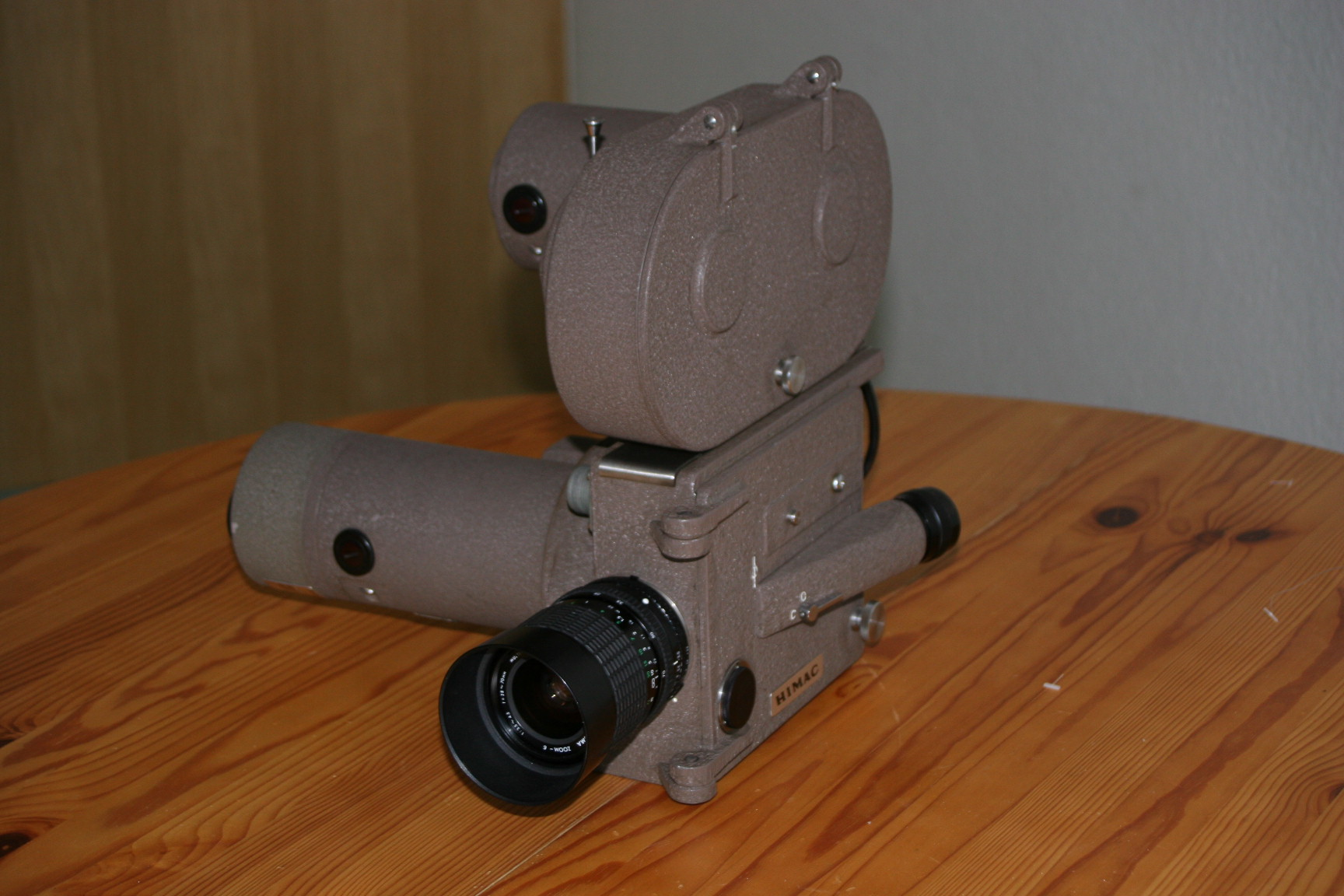
Hitachi 16HM. 16mm höghastighetskamera från 1970, med en filmhastighet på 10,000 bilder/sek.
- En fallande droppe filmad med 960 bilder/sek.
- En Kungsfiskare filmad med 960 bilder/sek.
- En fjäril filmad med 960 bilder/sek.